# Schaakpartij
Een schaakpartij is een schaakwedstrijd tussen twee spelers.

## Fases
Een schaakpartij wordt ingedeeld in drie fasen, de opening, het middenspel en het eindspel. Vanuit de beginpositie is een groot aantal reeksen van zetten en tegenzetten geanalyseerd waarvan bekend is of die uiteindelijk voordelig zijn voor wit, of voor zwart. Dit zijn de openingen. Voorbij de opening, als de stukken ontwikkeld zijn, begint het middenspel, waarin de spelers proberen door het behalen van kleine voordelen de overmacht in het spel te krijgen. Als er over en weer veel stukken zijn geslagen, en de koning een actievere rol begint te krijgen, breekt de fase van het eindspel aan.